# Pont-de-Vaux
Pont-de-Vaux település Franciaországban, Ain megyében. Lakosainak száma 2184 fő (2022. január 1.). Pont-de-Vaux Gorrevod, Reyssouze, Saint-Bénigne, Montbellet és Fleurville községekkel határos.

## Népesség
A település népességének változása:
| Lakosok száma | 2106 | 2050 | 1913 | 2102 | 2276 | 2296 | 2258 | 2213 | 2195 | 2184 |
|               | 1968 | 1982 | 1990 | 2006 | 2013 | 2015 | 2017 | 2019 | 2020 | 2022 |